# 2099 Öpik
A 2099 Opik (ideiglenes jelöléssel 1977 VB) egy marsközeli kisbolygó. Eleanor F. Helin fedezte fel 1977. november 8-án.